# 核安全
核安全（nuclear safety）包括为了防止核辐射事故以及控制并减轻核事故发生以后的不利影响的措施。
需要采取核安全措施的包括核能发电厂和其它的核设施、以及医用、发电用、工业用和军用的核物质的运输、使用与储存。核能工业中使用的反应堆的安全和性能都有所改进，而且新的内禀安全的反应堆设计已经提出，但是还没有经过测试，因此还无法保证这种反应堆能够设计、建造，并在实际的核电站中应用。在目前的核电站中，仍然需要考虑到错误可能发生，而且也可能会发生如恐怖袭击等灾难性情况 。由于需要保密等各种原因，核武器的安全和使用核物质的军用研究的安全不会由那些负责平民安全的机构负责。

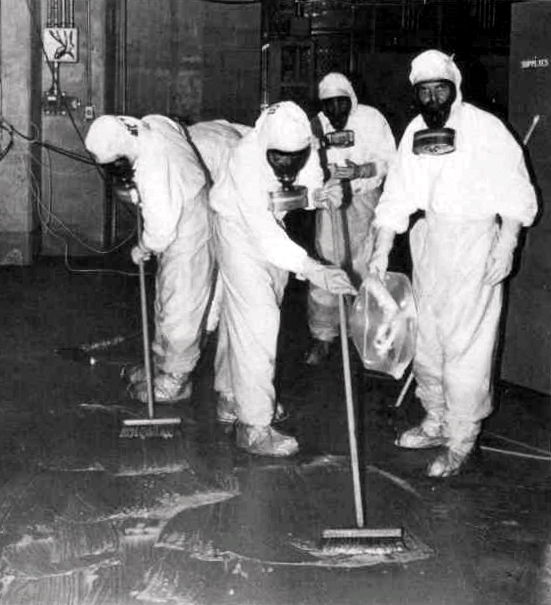
清理工作人员在三哩岛事故后清理放射性污染物。

## 总览核过程与安全的问题
截至2011年，核安全可在以下数个状况中:
- 核分裂，应用在核电厂，如核潜艇和船只
- 核武器
- 可裂变物质，如铀-235和钚-239，与它们的提炼，储存，与使用
- 医疗，诊断，研究，太空项目所用的电池的放射性物质
- 放射性废料，核材料的放射性废物
- 核融合能，一种经历长时间发展的技术
- 未经计划的放射性物质进入生物圈和食物链，被生物所摄入
- 铀供应的连续性

除了热核武器(氢弹)和核融合研究外，所有核安全问题是指定于核电，限制生物因核污染而摄入额外辐射
因此，核安全至少涵盖:
- 可裂变物质的提炼，运输，储存，处理和弃置
- 核反应堆的安全
- 控制与安全地管理核武器，可用于核武器的核材料，与其他放射性物质
- 安全地处理，用于工业，医疗，研究上的放射性物质
- 核废料的弃置
- 限制在放射性物质下的暴露

## 机构
在国际上，国际原子能机构致力于提供安全的、保险的和和平的使用核科学与核技术。很多应用了核能的国家都有专门的部门来监督和控制核安全。
- 在美国，民用核安全由美国核能管理委员会控制。而由美国政府控制的用于研究、生产武器和驱动海军核动力船的核电站和核物质不受核能管理委员会监督控制[2][3]。
- 在英国，核能安全由核设施监察局（英语：Office for Nuclear Regulation）和国防部核安全监管（Defence Nuclear Safety Regulator）负责。
- 在澳大利亚，澳大利亚辐射防护与核安全机构是负责监督和鉴别太阳能辐射和核辐射风险的联邦政府机构。它的主要职责是处理电离辐射和非电离辐射[4] 以及出产有关辐射防护的材料[5]。

其他的机构还有：
- 加拿大核安全委员会（英语：Canadian Nuclear Safety Commission）(CNSC)
- 爱尔兰辐射防护研究所
- 俄罗斯联邦原子能机构（英语：Federal Agency on Atomic Energy (Russia)）（Rosatom）
- 巴基斯坦核管制局
- 德国联邦辐射防护局
- 印度原子能管理委员会

## 复杂性
核电站是人类有史以来所设计的最复杂的能源系统。不论如何设计如何测试，任何复杂系统都不能保证永不出错。史蒂芬尼·库克报告中称：

核反应堆自身是非常复杂的机器，其中可能出错的零件更是无法计数。当1979年三哩岛的核泄漏事故发生时，核世界中的错误链条也被曝光了。一个错误会带来另一个错误，然后接连引发一系列错误，一直到反应堆堆芯开始熔化，而这时世界上最训练有素的核工程师也都束手无策。这个事故暴露了系统没有考虑到保护公众健康和安全的不足之处。

关于核能发电系统的另一个有关复杂性的根本问题是：核电站的生命周期非常长。从建造一个商业用核电站开始，一直到安全回收它最后的放射性废物，可能会经过100到150年的时间。

## 核电站事故模式

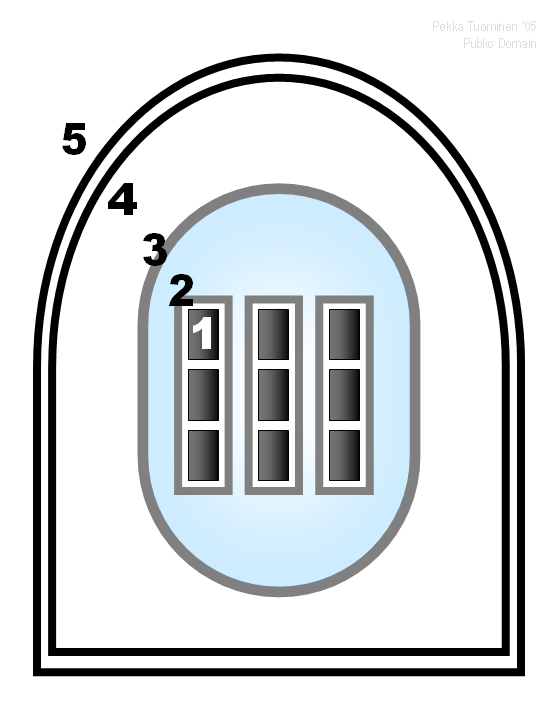
核电站防护质量分层示意图。
第一层是二氧化铀自身的惰性，和它类似陶瓷的质量。
第二层是气密封闭包裹在燃料棒外的锆合金。
第三层是核反应堆的反應爐壓力槽，这个容器由钢制成，厚达十余厘米。
第四层是核反应堆耐压、气密封闭的圍阻體。
第五层是核反应堆建筑，在新的核反应堆设计中，这是第二层的圍阻體。

人们很担心在核电站的运行中，如果人为错误与机械故障并发，可能会造成非常严重的后果，对人和环境产生极大的伤害：

工作中的核反应堆包含有大量的放射性裂变物质，如果这些物质发生扩散，将会导致直接的辐射伤害，污染土壤和植物，同时可能被人和动物吸收。如果人暴露在足够强的辐射中，可能引起短期的疾病甚至致死，也有可能引起长期的癌症和其他疾病导致死亡。

核反应堆在很多方面都有可能出现故障。如果核反应堆中核物质的不稳定性产生了无法预料的行为，就可能出现无法控制的功率异常。正常情况下，根据设计，核反应堆的冷却系统会处理并带走异常产生过多的热量。然而，如果核反应堆同时发生冷却剂的故障，燃料就可能熔化，甚至是包容燃料的容器过热并熔化。这就叫做反应堆熔毁。由于反应堆中产生的热量非常巨大，可以对反应堆的容器产生巨大的压力，从而导致反应堆发生蒸汽爆炸。切尔诺贝利核事故就是这个原因引起的。然而，在切尔诺贝利的核反应堆在很多方面都是独一无二的，尤其是设计中使用了正的空泡係數，这意味着冷却系统故障会导致核反应堆功率迅速上升。苏联以外的所有的反应堆都使用了负的空泡係數，这是一种被动安全的设计。更重要的是，切尔诺贝利核电站缺少圍阻體。西方的反应堆都有这个结构，这样在发生事故的时候可以包容辐射。根据设计，圍阻體是人类建造的最结实的结构之一。

## 核物质的危害性
核物质如果不进行适当的处理，可能会有很大的危害性。根据实验，接近临界质量的核物质具有发生临界事故的危险。大卫哈恩表示，想要在家制造一个核反应堆的放射性男童军就是一个很好的例子，这些核实验者没能按照正确的安全步骤行事。实验导致的失败增加了放射性污染的危险。
即使裂变的副产物被适当地封装，当他们不再有用时依然会产生放射性废物。这些放射性废物必须使用适当手段进行处理。另外，核反应堆中暴露在中子辐射下的物质可能含有放射性，或者被其他放射性废物污染。还有，在核电站的运行过程中，可能会需要一些有毒的危险化学物质，这些物质也必须用适当的手段处理。

## 核电站的弱点
核电站在一般人的眼中都是非常坚固的目标。在美国，核电站由使用电子监控的两排高高的围墙包围，在核电站附近还有许多武装警卫巡逻。核管理委员会对核电站设计时所考虑到的威胁级别是保密的，因此无法确切知道核电站能够防守多大的攻击力量。而且核电站紧急关闭仅须少于五秒钟，而重启过程则需要若干小时，这也可以严重牵制以释放放射性物质为目的的恐怖力量。
在911袭击事件以后，对核电站的空中打击成为了一个重要问题。然而事实上早在1972年，就有三名劫机者劫持了沿美国东海岸飞行的南部航空49号航班，并威胁要将飞机墜毁于田纳西州的橡树岭核武器工厂。在劫机者的要求得到满足以前，这架飞机距离工厂高度仅有约2.5公里。
如果核电站被空中打击，能够防止放射性物质泄露的最重要的保护就是它的遏制建筑和导弹防御系统。目前的核管理委员会主席戴尔·克莱恩表示：“核电站自身拥有结实的结构，根据我们的研究，可以在假想的空中打击中提供足够的保护。核管理委员会也要求核电站操作员有能力处理大火或爆炸事件，不论事件的起因是什么。”
另外，美国电力科学研究院进行了一项大性研究，对核反应堆和核废料储存设备的坚固性进行了测试，测试结果表明，它们可以承受类似911袭击事件强度的恐怖袭击。核电站产生的乏燃料经常储存在核电站内部的某个受保护的区域 或者是乏燃料运输桶中，将它们窃取并用于肮脏弹中也是非常困难的。如果试图窃取乏燃料的人暴露在强辐射下，很快就会失去行动能力，甚至失去生命。
2010年9月，对震网计算机蠕虫的分析表明它的主要目的是破坏核电站。这种网络攻击可以越过物理上的保安人员，直接对控制核电站的系统进行攻击，因此这个发现暴露了核电站的一个新的弱点。
2011年臺灣前國防部長伍世文分析，臺灣的核電廠若遭遇攻擊，散發的輻射塵會先隨季風飄散到中國大陸與東南亞，飄落海洋的輻射塵汙染將會隨東海岸的黑潮洋流帶向日本與朝鮮半島，產生環境破壞。

## 新的核技术
下一个将要建造的核电站可能是第三代反应堆，在日本已经有一些这样的核反应堆正在运行了。第四代反应堆将会更加安全。这些新的设计可能是被动安全的，自身也更加安全。这些安全方面的进展包括三套紧急情况下的柴油发电机和附加的紧集核心冷却系统，而不仅仅是两个，在反应堆堆芯的上边有装满了冷却剂的大水箱可以在需要的时候自动打开，将冷却剂倾入堆芯，遏制建筑之外另有一幢遏制建筑等等。
然而，如果操作新的核电站系统的工作人员缺少经验，那么新的核电站的安全风险可能会更大。核工程师解释说，几乎所有的严重的核事故都发生在新技术刚刚采用的時候。他认为，新反应堆和事故之间的问题是两面的：实际运行中可能会出现仿真中无法预计的问题，人也会犯错误。一位美国研究实验室的领导者这样说，“设计、建造、运行和维护新反应堆会面对这非常陡峭的学习曲线，先进的技术会使发生事故和错误的风险增加。技术可以认为无误，但是人不会不出错。”

## 安全文化与人为错误
核安全讨论中一个比较流行的概念是安全文化。国际核安全咨询小组将安全文化定义为「所有人在任何对核电站安全有影响的活动中所做出的个人奉献和问责制」。这个目标是设计一个系统，使得这个系统能够适当使用人的能力来保护系统不被人的弱点影响，同时保护人类不受系统的危险性威胁。同时，也有证据表明：操作习惯很难改变，工作人员几乎从来没有准确地按照指示和书面条例工作，在操作人员完成工作所必需的正常工作负担和时间约束下，违反规则是非常常见的行为。大多数试图增进核安全文化的努力都被工作人员以一种难以预料的方式调整到另一个方向去了 ，因此需要使用训练模拟器。
法国原子能委员会领导的一个评估活动表明：没有任何技术创新能够消除核电站运行中人为的错误，其中，有两类错误被认为是最严重的，在运行过程中的错误，如维护和测试，还有人在小的事故中犯下一系列错误，最终导致整个系统崩溃。

## 核事故与辐射事故
严重的核事故与辐射事故包括切尔诺贝利核事故、三哩岛核泄漏事故、福岛第一核电站事故等等。

## 风险评估
- 国际核事件规模
- 可比较风险评估[23]
- 概率风险评估
  - 严重事故奉献：美国五个核电站的评估 NUREG-1150 1991
  - 反应堆事故后果计算 CRAC-II 1982
  - 拉斯穆森报告：反应堆安全研究 WASH-1400 1975
  - 布鲁克黑文报告：大型核电站大型事故理论概率与后果 WASH-740 1957

AP1000认为反应堆堆芯损毁的最大频率是每年损毁5.09 x 10−7个反应堆。进化功率反应堆的最大堆芯损毁频率是每年4 x 10−7个反应堆。通用电气对它生产的核反应堆的堆芯损毁频率计算如下：
BWR/4 -- 1 x 10-5
BWR/6 -- 1 x 10-6
ABWR -- 2 x 10-7
ESBWR -- 3 x 10-8